# لو خسرت إسرائيل الحرب (كتاب)
لو خسرت إسرائيل الحرب، هو كتاب تاريخ بديل صدر سنة 1969 من تأليف إدوارد كلاين وروبرت ليتيل، يتحدث عن تخيل لما كان سيحدث لو انتصرت الجيوش العربية في حرب 1967.

## أحداث الكتاب
يفترض الكتاب أن القوات الجوية العربية قامت بشن غارات جوية وتدمير سلاح الجو الإسرائيلي في 5 يونيو 1967 "عكس ما حدث في الواقع"، ثم شنت هجوم أرضي وتم احتلال إسرائيل في 10 يونيو ولم تتدخل أي دولة لمساعدة إسرائيل إلا هولندا والولايات المتحدة التي كانت متورطة في حرب فيتنام، والغريب أن الدول العربية لم تقم بإعادة اللاجئين الفلسطينيين لأرضهم بل تركتهم وقامت بتقسيم إسرائيل بين مصر والأردن وسوريا ولبنان ثم اعتقال موشيه دايان وإعدامه أمام الملأ في تل أبيب.